# Тулаєва Майя Іванівна
Тулаєва Майя Іванівна (рос. Тулаева Майя Ивановна, нар. 8 березня 1932, Новоросійськ, РРСФР, СРСР) — український селекціонер-виноградар, кандидат біологічних наук, старший науковий співробітник, завідувачка відділу селекції і сортовивчення Національного наукового центру «Інститут виноградарства і виноробства імені В. Є. Таїрова» (2004—2012). Лауреат Державної премії України в галузі науки і техніки.

## Біографія та наукова діяльність
Народилася в місті Новоросійську в родині військового лікаря. Школу закінчила в Івано-Франківську із золотою медаллю. 

У 1951—1956 роках навчалася на біологічному факультеті Московського державного університету ім. М. В. Ломоносова, який закінчила з відзнакою.

Після закінчення вишу почала працювати в Українському науково-дослідному інституті виноградарства і виноробства ім. В. Є. Таїрова, до 1974 року виконуючи обов'язки молодшого наукового, а потім і старшого наукового співробітника відділу селекції та сортовивчення.

У 1965 році захистила кандидатську дисертацію з питань біології запилення винограду. Отримала вчене звання старшого наукового співробітника за спеціальністю «селекція і насінництво».

У 1974—1979 роках працювала вченим секретарем інституту.

У 1978 році Майя Іванівна повернулася до селекційної роботи, здобувши посаду завідувачки відділом клонової та фітосанітарної селекції. Під керівництвом Майї Іванівни була розроблена програма організації системи виробництва посадкового матеріалу на основі високопродуктивних клонів, вільних від вірусної і бактерійної інфекції, створені лабораторії культури in vitro і вірусології, відкритий Центр клонової та фітосанітарної селекції.

З ініціативи Тулаєвої за 1980—1986 роки було збудовано і відкрито новий лабораторно-тепличний комплекс.

З 2004 року очолила відділ селекції і сортовивчення, присвятивши свою діяльність розробці методичних основ селекції і насінництва винограду, створенню і виділенню нових сортів. Під керівництвом Тулаєвої були значно розширені гібридний і селекційний фонди, поповнена цінними генотипами колекція інституту імені Таїрова.

Тулаєва є співавтором 25 сортів винограду, внесених до Реєстру сортів рослин України.

## Наукові праці
Науковий доробок Майї Іванівни Тулаєвої включає понад 100 наукових праць, опублікованих у періодичній пресі, наукових збірниках і тезах конференцій. Вона є співавтором книг: «Сорти винограду», «Довідник по виноградарству», «Промислове виноградарство», «Виноградарство Північного Причорномор'я» та інших.

## Нагороди та відзнаки
Багаторічну плідну працю Тулаєвої щодо поліпшення сортименту винограду відзначений медаллю «За трудову відзнаку» (1973), Золотою, срібною та бронзовою медалями ВДНГ, медаллю «За трудову доблесть» на честь святкування 100-річчя від дня заснування інституту імені В. Є. Таїрова, Знаком Пошани Національної академії аграрних наук України, орденом Дружби народів, на честь святкування 150-річчя від дня народження В. Є. Таїрова нагороджена медаллю імені В. Є. Таїрова «За вагомі заслуги в розвитку українського виноградарства» (2009).

За роботу «Система сертифікованого виноградного розсадництва України» разом з іншими авторами отримала Державну премію у галузі науки і техніки України.

У номінації «Жінка року в науці» (2006) Майя Іванівна стала призером.